# Ponte Rodoviária de Portimão
A Ponte Rodoviária de Portimão, igualmente conhecida como Ponte Velha ou Ponte do Vau, é uma infra-estrutura sobre o Rio Arade, situada junto a Portimão, na região do Algarve, em Portugal. Liga aquela cidade ao Parchal, no concelho de Lagoa. Foi inaugurada em 1876.

## Descrição
Esta estrutura cruza o Rio Arade na zona ribeirinha de Portimão, junto ao centro da cidade. Nas proximidades ergue-se uma outra ponte metálica, esta última destinada ao trânsito ferroviário. Ambas as pontes são consideradas como importantes exemplares da arquitectura do ferro, na região do Algarve. A ponte não beneficia de qualquer protecção legal, embora tenha sido considerada pela empresa Estradas de Portugal como «um património valioso e economicamente relevante para a região».
Apesar de ter perdido relevância devido à construção de duas novas pontes, uma para a Estrada Nacional 125, em 1991, e outra para a Via do Infante, a ponte continua a ser de grande importância para a cidade de Portimão, uma vez que une o concelho a Lagoa, sendo em 2007 percorrida diariamente por milhares de pessoas, que residiam nas povoações da outra margem do Arade, nomeadamente Ferragudo, Parchal e Mexilhoeira da Carregação.
A ponte tem cerca de 332 m de comprimento, por 6 m de largura, e está dividida em oito tramos. Consiste numa superstrutura treliçada metálica com um tabuleiro superior em betão armado, suportado por pilares e encontros de alvenaria. Originalmente, o tabuleiro era em madeira de carvalho. O acesso à ponte, pelo lado de Portimão, é feito pela Rua Infante D. Henrique, enquanto que do lado do Parchal termina numa rotunda, com ligação ao porto de pesca e à Rua Infante de Sagres.

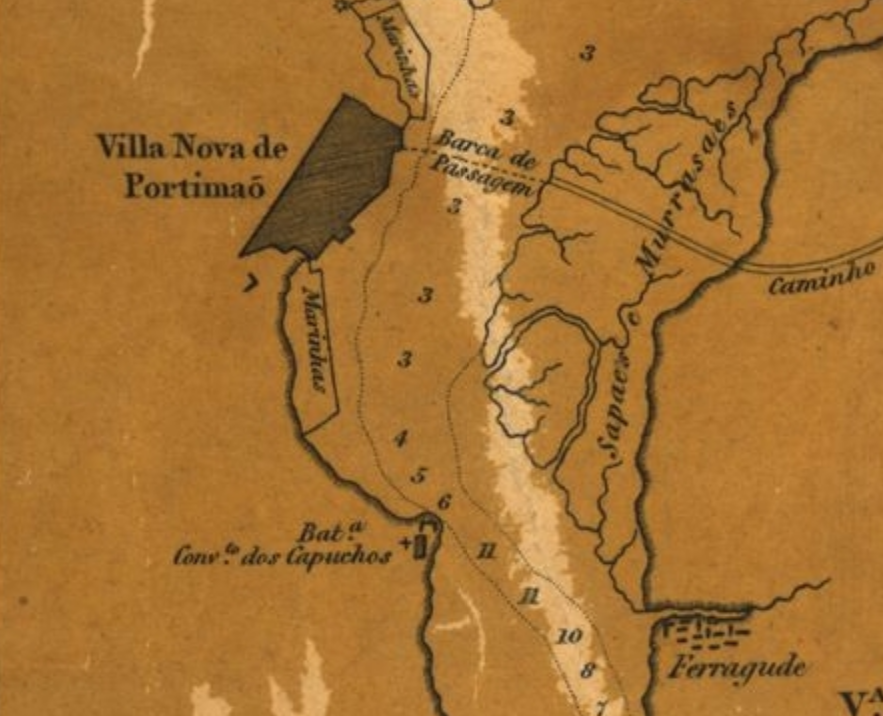
Pormenor da vila de Portimão numa carta de 1811, com o percurso da barca que fazia a travessia do Rio Arade.

## História

### Antecedentes
Antes da construção da ponte, as comunicações entre as duas margens do Arade eram feitas por uma barca para passageiros e mercadorias, cujo ponto de amarração ficou conhecido como Largo da Barca, junto ao local onde foi posteriormente instalada a ponte. Os acessos à barca foram melhorados com a construção de uma calçada sobre o sapal, por ordem do Bispo de Faro, Francisco Gomes do Avelar, como parte do seu grande programa de obras para melhorar as comunicações na região, implementado entre os finais do século XVIII e os princípios do século XIX.

### Planeamento e financiamento
A construção da ponte fez parte de uma fase de grande desenvolvimento dos transportes em Portugal, com importantes investimentos em vias ferroviárias e rodoviárias, e na navegação. Esta situação também se verificou no Algarve, onde estavam a ser discutidas e planeadas grandes obras como o prolongamento do caminho de ferro, a instalação de novas estradas, e a regularização das barras de Lagos, Faro e Portimão. Uma das vias rodoviárias mais importantes era a chamada estrada do litoral, que ligaria as várias localidades ao longo da costa Sul da região. Porém, quando o governo fez os estudos para a estrada, considerou-se que ficaria demasiado dispendioso cruzar o Rio Arade em Portimão, pelo que foi inicialmente escolhido um percurso por Silves, dirigindo-se depois a Lagos. No entanto, a estrada iria passar longe de Lagoa e Portimão, que ficariam ligados a esta via principal por longos ramais. Após ser discutida na câmara, esta solução foi rejeitada por deixar ao abandono estas importantes localidades, tendo-se determinado que Portimão e Lagoa teriam de ser pontos de passagem obrigatórios para a estrada. Além disso, chegou-se à conclusão de que o longo desvio por Silves não ficaria menos dispendioso do que a instalação da ponte sobre o Arade junto a Portimão, devido ao terreno montanhoso no interior algarvio. Entre os defensores do traçado por Portimão destacou-se o deputado Francisco de Almeida Coelho Bivar, natural daquela vila.
Porém, a questão do financiamento das obras públicas provocou vivas polémicas entre o estado central e os governantes locais, como sucedeu com a ponte e a barra de Portimão. Em Julho de 1862, foi publicada uma carta de lei, que ordenava a construção da ponte sobre o rio Portimão, que seria financiada por um imposto especial que seria cobrado na barra de Portimão. As primeiras obras de preparação para a montagem da ponte iniciaram-se no ano seguinte, com a construção de um aterro no rio. Em 24 de Abril de 1871, João Gualberto de Barros e Cunha apresentou uma proposta para alterar a carta de lei de Julho de 1862, passando a utilizar as receitas deste imposto para pagamento dos juros e amortização dos empréstimos que tinham sido contraídos para a canalização da Ria de Silves. Considerando que o imposto estava a render cerca de doze contos de Réis por ano, e que apenas parte deste valor poderia ser utilizado na construção da ponte, verificou-se que era insuficiente para financiar as obras. Na sessão das Cortes de 27 de Janeiro de 1874, Barros e Cunha denunciou a atitude da autarquia de Portimão, que tinha simplesmente deixado de utilizar o imposto para a construção da ponte, e estava a aplicar as suas receitas noutras despesas. Argumentou que caso tivessem sido cumpridas as disposições legais desde 1862, já nessa altura teria sido regularizada a bacia da Ria de Silves, e construída a ponte da estrada real. Aquele deputado criticou igualmente a forma como a ponte estava a ser financiada, e defendeu que a construção deveria ser custeada pelo governo, como parte das obras públicas, uma vez que a sua importância não era só local mas a nível regional. Esta resolução foi aprovada em lei, resolvendo de forma definitiva o problema do financiamento da ponte. As obras foram iniciadas por ordem do Ministro das Obras Públicas, António Cardoso Avelino, que considerou esta medida como uma prova da sua gratidão às populações de Silves e Portimão, onde esteve durante os seus primeiros anos de carreira política. Entretanto, iniciou-se a instalação da estrada litoral, que ficou interrompida durante vários anos, enquanto não fosse concluída a ponte.
Segundo o jornal Diario Illustrado de 23 de Junho de 1874, no dia anterior tinha sido assinado um contrato entre o governo e a companhia francesa Fives Lille, para a construção de um pilar suplementar para a avenida na margem direita do rio, e a instalação de um tabuleiro móvel ou rotativo, alteração que aumentou o tempo previsto para a conclusão da obra, de 22 para 24 meses.

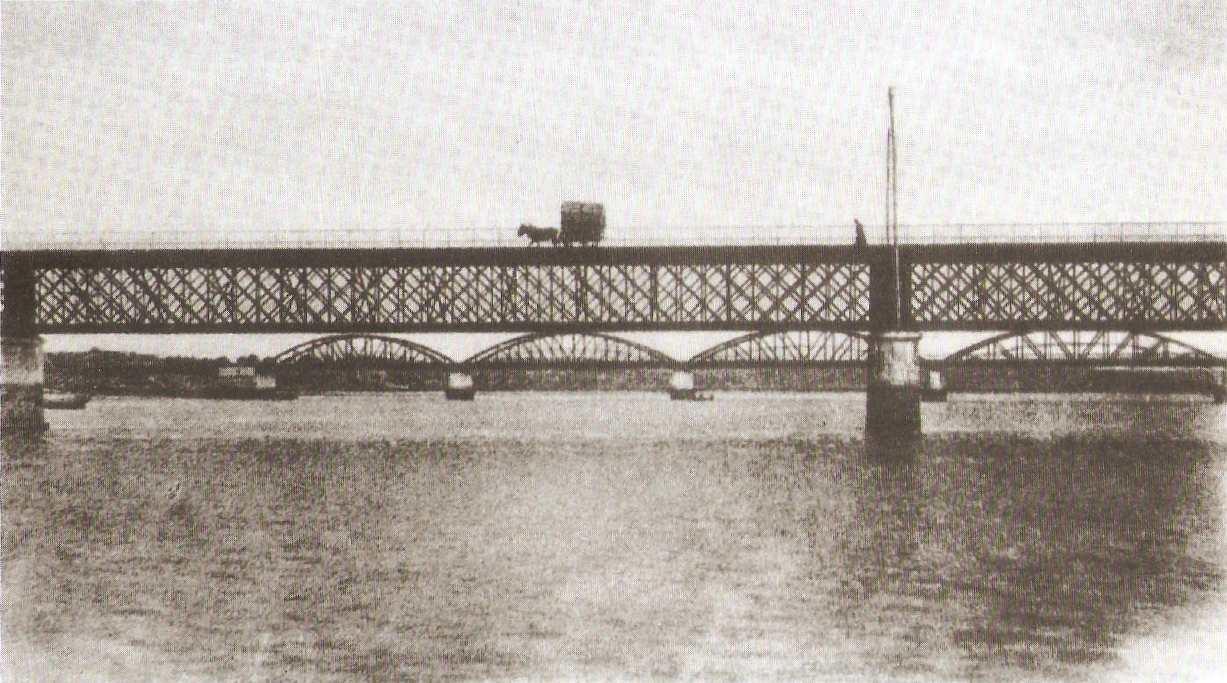
Postal da década de 1920, com as duas pontes sobre o Rio Arade, em Portimão. Em primeiro plano está a rodoviária, e ao fundo a ferroviária.

### Construção e inauguração
A montagem da ponte em si só principiou em Janeiro de 1875, pela companhia francesa Fives-Lille (fr), e dirigida pelo engenheiro Bonnet. Porém, ocorreu um acidente logo nos primeiros dias, tendo o periódico Correio do Meio-Dia noticiado em 3 de Janeiro que tinha rebentado o caixão onde se estava a preparar a alvenaria para o encontro da ponte, do lado de Portimão. Este incidente apenas provocou alguns danos ligeiros na estrutura, não chegando a atrasar significativamente a marcha dos trabalhos da ponte. Com efeito, o mesmo jornal relatou, em 10 de Janeiro, que na madrugada do dia anterior tinha sido concluída a base do primeiro encontro até ao nível da maré baixa de águas vivas. Em 24 de Janeiro, noticiou que nessa semana iria começar o processo de assentar a alvenaria no corpo sobre o qual iria girar o alçapão da ponte, e estavam a decorrer a bom ritmo os trabalhos no caixão do primeiro pilar, e no tabuleiro de ferro. Em 7 de Fevereiro, o periódico referiu que a companhia francesa iria permitir temporariamente o acesso ao público a certas partes já concluídas da ponte, no âmbito dos festejos do Entrudo. Em 11 de Abril, noticiou que nesse dia ou no seguinte iria começar a trabalhar a máquina a vapor no caixão para o segundo pilar da ponte, e em 6 de Junho referiu que o tabuleiro já tinha sido levado até ao segundo pilar. Em 18 de Julho, ainda não tinha sido levantado o caixão para o segundo pilar, uma vez que se temia que o andaime não fosse capaz de aguentar a carga e gerar um acidente, pelo que equipas de mergulhadores estavam a remover material do caixão, no sentido de lhe reduzir o peso. Em 25 de Julho já tinha sido levantado o caixão, que tinha sido tombado pelas obras, permitindo o início dos trabalhos naquele pilar.
Em 17 de Outubro voltou a relatar um acidente, desta vez foi um operário que caiu de um andaime, tendo ficado em risco de vida. Nos dias 20 e 21 desse mês, o tabuleiro da ponte foi corrido sobre os pilares já concluídos. Em 16 de Janeiro de 1876, o tabuleiro já tinha sido levado até ao último pilar da ponte, e estavam a avançar a bom ritmo as obras de acabamento, tanto da parte da companhia como do governo. Em 5 de Março, já se tinha iniciado a pintura a óleo da estrutura da ponte. Em 16 de Abril desse ano a ponte em si já estava construída, mas ainda faltava terminar as avenidas de acesso, que foram construídas pelo estado, e cujas obras estavam muito atrasadas, prevendo-se que ainda faltavam cerca de quatro meses para serem terminadas. Nessa altura, o governo já tinha aumentado o orçamento suplementar, de forma a permitir a conclusão das avenidas. Estes atrasos poderão ter sido causados pelas más condições de administração em que se encontrava a divisão de Faro das Obras Públicas, que além da construção de várias infraestruturas também era responsável pela fiscalização das obras, como a montagem da ponte de Portimão. Com efeito, em 9 de Abril o Correio do Meio-Dia classificou aquele órgão como estando num «estado anarchico», gerando atrasos num grande número de trabalhos na região. Em 28 de Maio, o periódico noticiou que encontro oriental da ponte ficou danificado devido à dilatação da estrutura em ferro da ponte, causada por uma onda de calor, tendo sido imediatamente reparado. Porém, o tabuleiro continuou a aumentar de comprimento, de tal forma que foi necessário alterar aquele encontro, que servia de suporte ao extremo livre da ponte. Os planos originais para a ponte tinham previsto uma dilatação de 15 cm em cada extremo da ponte, mas estes valores foram modificados devido à instalação de um alçapão, pelo que o lado de Portimão teve de ficar preso, enquanto que a folga do lado do Parchal deveria ser duplicada para 30 cm. No entanto, por esquecimento o engenheiro responsável não assinalou este aumento no plano definitivo, pelo que o encontro oriental foi construído apenas uma folga de 15 cm, gerando os problemas com a dilatação da estrutura metálica. Em 2 de Julho, o jornal relatou que já se podia circular pela ponte, embora ainda fosse interdita a passagem de trens e veículos mais pesados, uma vez que ainda estavam a decorrer as obras na avenida do lado do Parchal. Em 9 de Julho, a ponte já tinha sido aberta de forma definitiva. As obras da ponte foram orçadas em 179.946$00 Réis.
Com a finalização desta obra, foram facilitadas as ligações entre as duas margens do Arade, permitindo um maior escoamento das mercadorias originárias do oceano e do interior algarvio, e potenciando o desenvolvimento de Portimão como um centro comercial e industrial. Ao mesmo tempo, também veio melhorar as comunicações a nível regional, uma vez que possibilitou a continuidade da estrada que corria ao longo do Algarve, de Sagres a Vila Real de Santo António.
Nos finais do século XIX, foi estudado o traçado de uma via férrea entre Lagos e a estação provisória de Portimão, na margem esquerda do Rio Arade, no sentido de concluir um ramal que partia de Tunes, na Linha do Sul. Uma vez que para chegar à vila de Portimão e a Lagos seria necessário atravessar o Rio Arade, foram apresentadas várias soluções para fazer a travessia, incluindo a adaptação da ponte rodoviária. Neste sentido, em 25 de Fevereiro de 1898, um grupo de trabalho, composto pelos engenheiros Mata, Eça, Espregueira, Lopes e Sequeira viajou até ao Algarve para averiguar se a ponte rodoviária podia ser adaptada para a via férrea. No anteprojecto para o ramal até Lagos, elaborado em 20 de Março de 1899 pelo engenheiro Antonio da Conceição Parreira, foram apresentadas duas hipóteses para a travessia do Rio Arade: ou construía-se uma ponte de raiz, ou então aproveitava-se a ponte rodoviária. Foi decidida a construção de uma nova ponte, que entrou ao serviço em 1922, como parte do ramal.

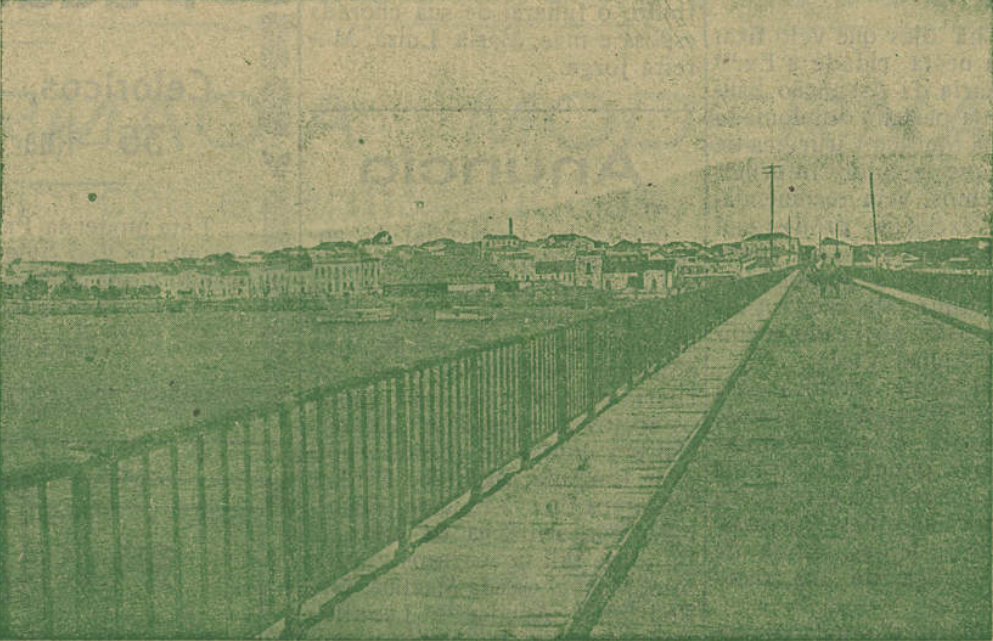
Fotografia da ponte e da cidade de Portimão, publicada no jornal Comercio de Portimão em 1928.

### Século XX
Em 8 de Outubro de 1913, o jornal O Heraldo noticiou que tinha sido pedido ao governo para fazer obras urgentes de reparação na ponte. O jornal O Algarve de 2 de Agosto de 1914 informou que a ponte iria em breve ser alvo de obras de reparação.
Em 2 de Fevereiro de 1930, o jornal Comercio de Portimão denunciou os graves problemas de conservação da ponte, que já se encontrava em avançado estado de ruína, ao ponto que os autocarros já só a podiam atravessar vazios, obrigando os passageiros a fazer o percurso a pé. Em 29 de Abril desse ano, deu-se um grave acidente rodoviário à entrada da ponte, quando um veículo dos Bombeiros Voluntários de Portimão, que se dirigia para um incêndio em Lagoa, derrapou e caiu para o aterro, provocando um morto e quinze feridos, todos bombeiros. Este acidente deu-se numa curva de acesso à ponte, num local onde os terrenos estavam muito molhados, devido a chuvas recentes. Um dos feridos foi o jornalista Augusto Mira Leal.
Em 12 de Abril de 1956, o jornal Comércio de Portimão noticiou que no dia 5 desse mês tinha ocorrido um desastre à saída da ponte, quando um táxi com quatro pessoas, oriundo de Lisboa, caiu ao Rio Arade, embora num local que não estava coberto de água. O jornal comentou que o local em causa era «fatídico», sendo ali «muito frequentes os desastres deste género», que eram provocados pela forma como o pavimento se tornava muito escorregadio em dias de chuva, situação que era acentuada pela salmoura que caía dos camiões que transportavam peixe. Ressalvou que este local já era um dos pontos mais intensos do trânsito automóvel em toda a região, e defendeu a instalação de bermas e de muros naquele lanço da estrada, para evitar que os veículos caíssem ao rio.
A ponte fez parte de um lanço da Estrada Nacional 125, que circulava por Estômbar e pelo interior da cidade de Portimão. Porém, em meados da década de 1980 já se tinha tornado insuficiente para a elevada procura, sendo Portimão considerada então a segunda maior cidade na região. Por este motivo, e devido à falta de acessos alternativos sobre o Rio Arade, constituía um grande ponto de estrangulamento de tráfego, tendo o deputado Cristóvão Guerreiro Norte, do Partido Social Democrata, denunciado a forma como as filas de trânsito no acesso à ponte atingiam «uma extensão de 5 a 6 Km, mormente no verão, altura em que o tráfego da estrada nacional nº 125 atinge o seu expoente máximo». Assim, o governo iniciou o planeamento de uma nova ponte sobre o Arade, como parte de uma variante à Estrada Nacional 125, entre a Mexilhoeira da Carregação e a Penina, que foi concluída em 1991. Posteriormente, a ponte velha voltou a perder importância com a construção da auto-estrada Via do Infante, que também atravessava o rio.

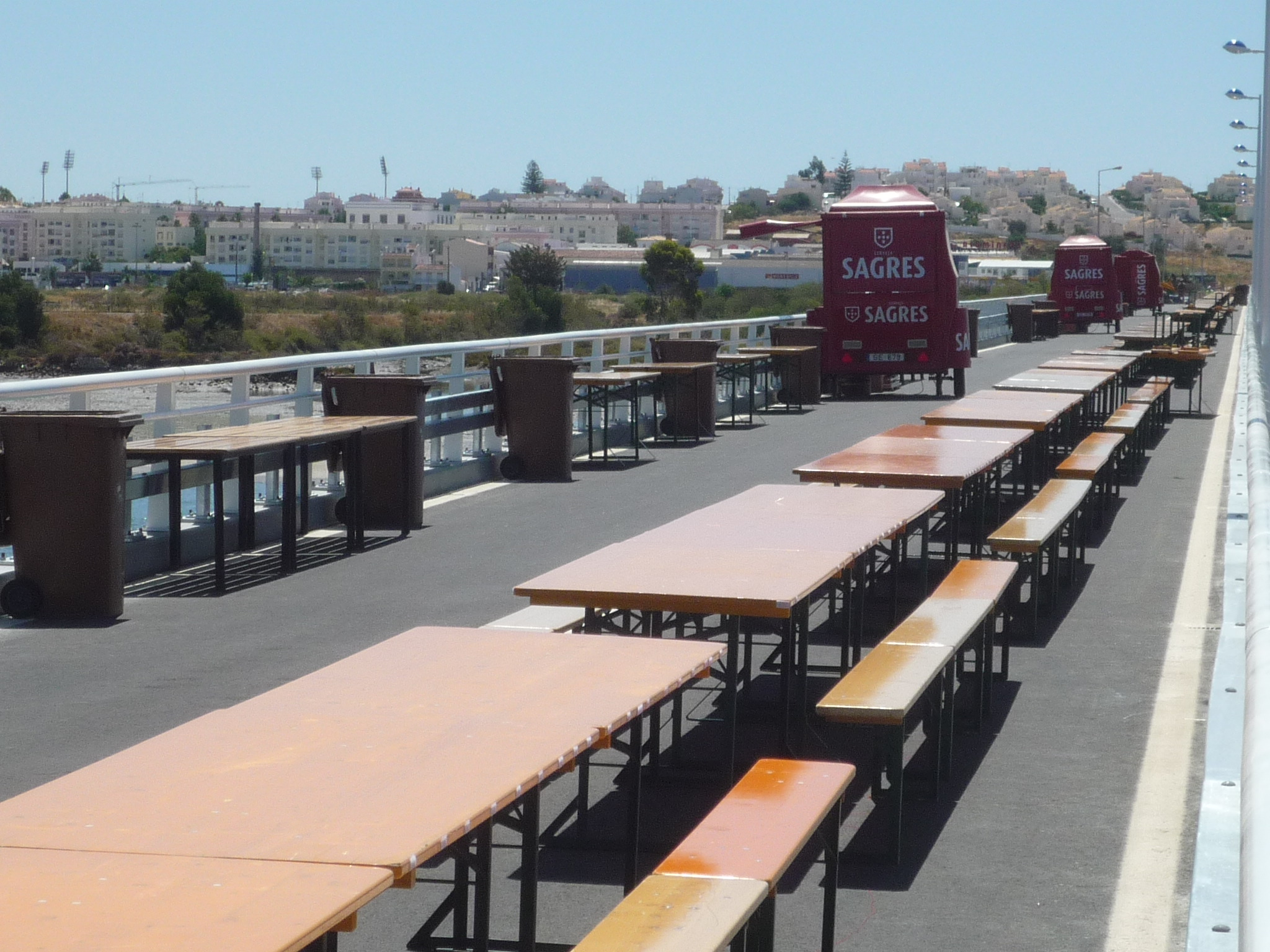
Trabalhos de preparação para a festa de reabertura da ponte, em 15 de Julho de 2009.

### Século XXI
Em 2003, fazia parte de uma lista com 160 pontes com problemas, compilada pelo Instituto de Estradas de Portugal, sendo então considerada como «muito perigosa», e prioritária em termos de intervenções. Em Fevereiro de 2005, foi feito um estudo subaquático aos pilares, durante o qual se constantou que estavam muito danificados pelos efeitos da erosão. Nesse ano, atingiu a pior classificação na escala de condições de conservação, o que levou à realização de uma intervenção de urgência em seis pilares.
Em Setembro de 2007, a circulação passou a ser feita de forma condicionada, devido à realização de obras. Nessa altura, a empresa Estradas de Portugal já tinha lançado o concurso público para a empreitada de reabilitação da ponte, com um preço base de cerca de 3,5 milhões de Euros e um prazo de conclusão de 450 dias, prevendo-se que os trabalhos iriam ter início durante o primeiro semestre de 2008. Nos princípios de Novembro, o presidente da Câmara Municipal de Portimão, Manuel da Luz, ameaçou que iria encerrar a circulação se a empresa Estradas de Portugal não assegurasse que a ponte estava em boas condições. Em resposta, a empresa garantiu que a ponte ainda era segura, embora um relatório de 3 de Outubro, publicado por aquele organismo, tenha reconhecido a existência de vários problemas criados pela erosão, que podiam ter efeitos negativos na «estabilidade da estrutura», diminuindo as condições de segurança. O documento refere que a estrutura estava em piores condições de conservação do que em 2005, embora a própria empresa tenha negado esta circunstância, baseada nas últimas investigações subaquáticas. A empresa Betar, Consultores Lda, que foi responsável pelos estudos subaquáticos, alertou para a necessidade urgente de uma intervenção de reforço nos pilares, principalmente no quarto e no quinto. O relatório também aconselhou a realização de obras de restauro no tabuleiro e na estrutura metálica, com a substituição de parafusos por rebites, a selagem de folgas, a execução de um sistema para recolha de resíduos de decapagem e remover a camada de óxido, a impermeabilização do tabuleiro, e a instalação de microestacas no interior dos fustes dos pilares. Nesse mês, a ponte foi encerrada ao trânsito, tendo ficado interdita durante cerca de dois anos, para a realização de trabalhos de restauro. Foi reaberta em 15 de Julho de 2008, de forma provisória, devido ao grande aumento de trânsito durante a época estival, tendo sido novamente encerrada em Setembro, para a continuação das obras. A interdição ao trânsito foi criticada pelos condutores, uma vez que o percurso alternativo, pela Ponte Nova, obrigava a um longo desvio pela zona das Cardosas. A primeira fase das obras incidiu principalmente sobre os pilares P4 e P5, situados no centro da ponte, que foram aqueles que estavam em piores condições quando foi feita a investigação subaquática, tendo depois sido intervencionados os restantes pilares, P1 a P3 e P6 a P8, e o encontro no lado nascente. Também foram feitos trabalhos de pintura e no pavimento do tabuleiro. A empreitada também previa a instalação um sistema de drenagem, a construção de tapetes de enrocamento no leito do rio em redor dos pilares, a reconstrução do espelho do pilar P7, que era considerado como o pilar de transição, o alargamento da zona asfaltada, e a instalação de equipamentos de iluminação rodoviária e artística na estrutura. A abertura definitiva da ponte só foi feita em 15 de Julho de 2009, tendo sido organizada uma festa no tabuleiro da ponte, que incluiu uma refeição de grandes dimensões.

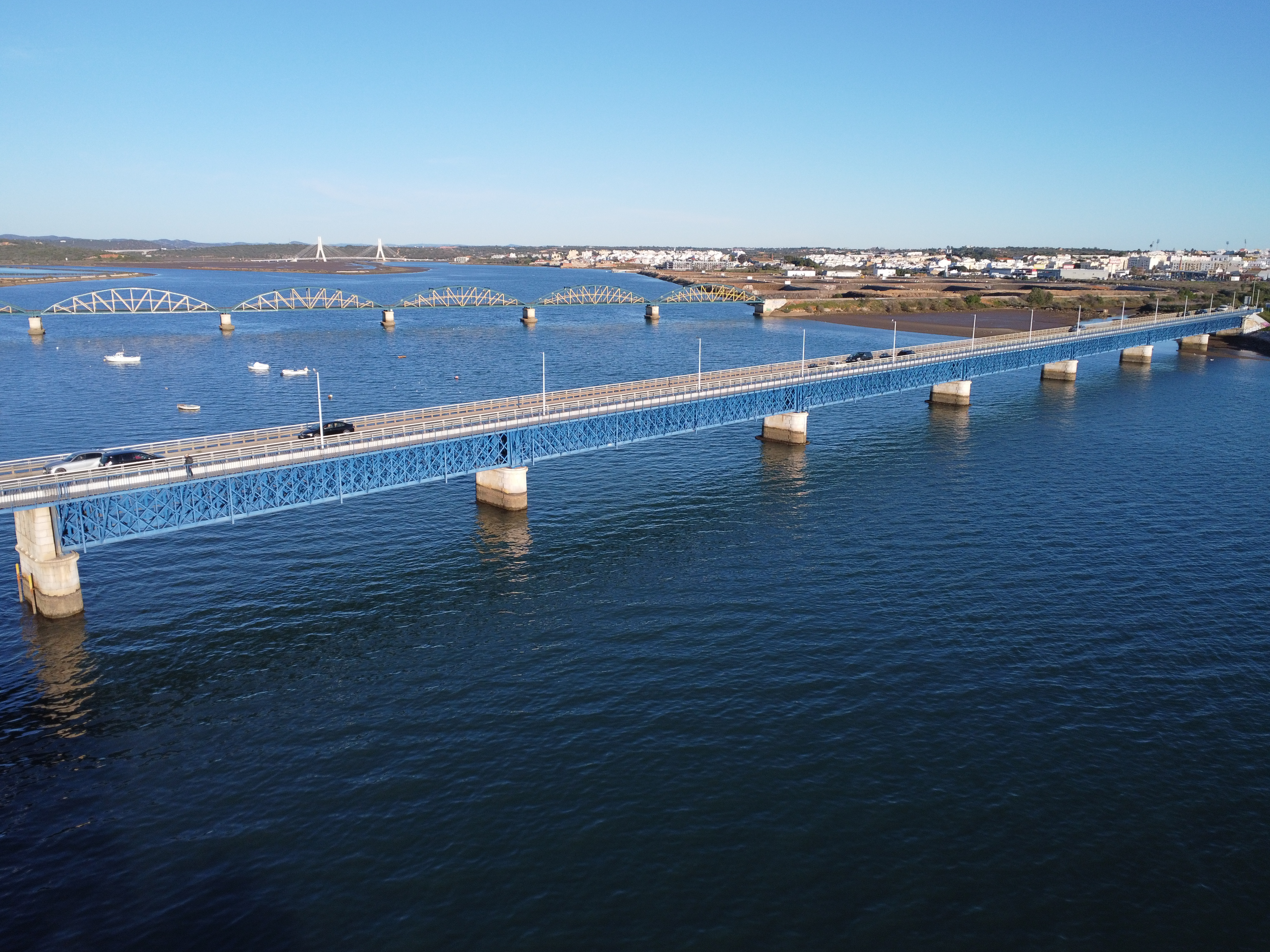
Vista aérea da ponte, em 2024.

Em Novembro de 2014, a empresa Estradas de Portugal anunciou que a ponte estava em boas condições de conservação e manutenção, após uma investigação visual feita por mergulhadores aos pilares da ponte, tendo sido «a primeira inspeção subaquática realizada exclusivamente por técnicos especializados da EP, que integram o Centro de Inspeções Subaquáticas, criado em 2013». Em 28 de Setembro de 2019, um veleiro colidiu contra a ponte devido a uma avaria no motor, provocando danos na embarcação.
Entre 2015 e 2017, a Ponte Nova foi por diversas vezes encerrada à circulação para obras de restauro, pelo que trânsito automóvel foi desviado para a Via do Infante e a ponte antiga de Portimão.